# Eduard Heine
Heinrich Eduard Heine (Berlin, 16. ožujka 1821. – Halle, 21. listopada 1861.) bio je njemački matematičar poznat po svojim radovima u matematičkoj analizi.